# Millikans oljedroppsförsök

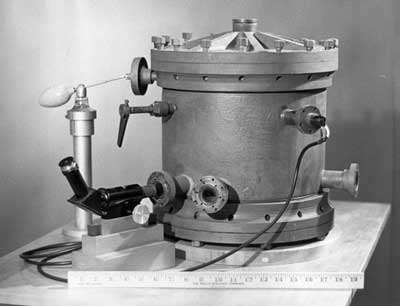
Millikans uppställning

Robert Millikans oljedroppsförsök är ett klassiskt experiment inom fysiken som först utfördes 1909 och används för att bestämma elementarladdningens storlek. 
Genom att låta små oljedroppar sväva i jämvikt mellan ett elektriskt fält och gravitationskraften kunde han genom att han visste det elektriska fältets storlek beräkna oljedroppens laddning. Millikan kom fram till att oljedroppens laddning alltid blev en multipel av samma tal: {\displaystyle 1,602\cdot 10^{-19}} Coulomb. Han tolkade detta som laddningen för en enskild elektron.

## Bakomliggande teori
Experimentet går ut på att finna laddningen hos en partikel i ett elektriskt fält där spänningen och styrkan på fältet är känt (i V/cm). Millikans teori börjar med att konstatera att ett elektriskt fält med styrkan 1000 V/cm kommer utöva en kraft på 1,6 · 10−9 mikronewton på en partikel som bär på en och endast en överbliven elektron. Exakt samma kraft (1,6 · 10−9 mikronewton) kommer upplevas av en partikel med massan 1,6 · 10−12 gram som faller fritt i ett gravitationsfält.
Vid mätning av partiklar (Millikan valde att använda sig av oljedroppar) i både fritt fall och under påverkan av det elektriska fältet kan laddningen finnas. I det fria fallet kan man mäta hastigheten på oljedroppen i gravitationsfältet och sedan med Stokes lag räkna ut massan. Sedan mäter man oljedroppens hastighet under påverkan av det elektriska fältet. När fall- och fälthastigheten är uppmätt och oljedroppens massa är beräknad kan man räkna ut laddningen som oljedroppen bär på. 
Oljedroppar som rör sig långsamt när det elektriska fältet är aktivt har färre extra elektroner. Långsamma droppar är att föredra vid observationer och mätningar dels p.g.a. att det blir lättare att mäta och dels p.g.a. att det blir enklare att se att alla laddningar är multiplar av ett och samma tal. Detta tal är elementarladdningen (elektronens laddning), e = 1,602 · 10−19 coulomb.

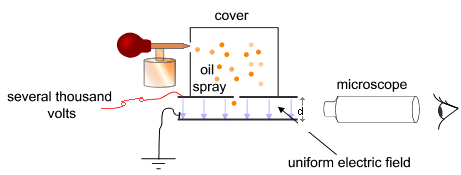
Schematisk figur av experimentet